# Festival Internacional de Cine de Berlín de 1969
La 19ª edición del Festival de Cine de Berlín se llevó a cabo desde el 25 de junio al 6 de julio de 1969 con el Zoo Palast como sede principal. El Oso de Oro fue otorgado a la cinta yugoslava Rani radovi dirigida por Želimir Žilnik.

## Jurado
Las siguientes personas fueron escogidas para el jurado de esta edición:
Jurado oficial
- Johannes Schaaf (RFA) - Presidente
- Agnesa Kalinova (Checoslovaquia)
- José P. Dominiani (Argentina)
- François Chalais (Bélgica)
- John Russell Taylor (Reino Unido)
- Giovanni Grazzini (Italia)
- Masaki Kobayashi (Japón)
- Archer Winsten (EE. UU.)
- Ulrich Gregor (RFA)

## Películas en competición
La siguiente lista presenta a las películas que compiten por Oso de Oro:
| Título en español                                            | Título original                                              | Director(es)                                                                                | País                       |
| ------------------------------------------------------------ | ------------------------------------------------------------ | ------------------------------------------------------------------------------------------- | -------------------------- |
| Aido                                                         | 愛奴                                                         | Susumu Hani                                                                                 | Japón                      |
| Amor y rabia                                                 | Amore e rabbia                                               | Carlo Lizzani, Pier Paolo Pasolini, Bernardo Bertolucci, Jean-Luc Godard y Marco Bellocchio | Italia/Francia             |
| Balladen om Carl-Henning                                     | Balladen om Carl-Henning                                     | Sven y Lene Grønlykke                                                                       | Dinamarca                  |
| Brasil, año 2000                                             | Brasil Ano 2000                                              | Walter Lima Jr.                                                                             | Brasil                     |
| El amor es más frío que la muerte                            | Liebe ist kälter als der Tod                                 | Rainer Werner Fassbinder                                                                    | RFA                        |
| Cowboy de medianoche                                         | Midnight Cowboy                                              | John Schlesinger                                                                            | EE. UU.                    |
| Erotissimo                                                   | Erotissimo                                                   | Gérard Pirès                                                                                | Italia/Francia             |
| Experiencia sexual en Suecia                                 | Made in Sweden                                               | Johan Bergenstråhle                                                                         | Suecia                     |
| Gravitacija ili fantasticna mladost cinovnika Borisa Horvata | Gravitacija ili fantasticna mladost cinovnika Borisa Horvata | Branko Ivanda                                                                               | Yugoslavia                 |
| Goopy Gyne Bagha Byne                                        | Goopy Gyne Bagha Byne                                        | Satyajit Ray                                                                                | India                      |
| Ich bin ein Elefant, Madame                                  | Ich bin ein Elefant, Madame                                  | Peter Zadek                                                                                 | RFA                        |
| Klabautermannen                                              | Klabautermannen                                              | Henning Carlsen                                                                             | Dinamarca, Suecia, Noruega |
| La madriguera                                                | La madriguera                                                | Carlos Saura                                                                                | España                     |
| La sala de estar con cama                                    | The Bed Sitting Room                                         | Richard Lester                                                                              | Reino Unido                |
| La sua giornata di gloria                                    | La sua giornata di gloria                                    | Edoardo Bruno                                                                               | Italia                     |
| La gaya ciencia                                              | Le gai savoir                                                | Jean-Luc Godard                                                                             | Francia                    |
| Presadjivanje osecanja                                       | Presadjivanje osecanja                                       | Dejan Djurković                                                                             | Yugoslavia                 |
| Rani radovi                                                  | Rani radovi                                                  | Želimir Žilnik                                                                              | Yugoslavia                 |
| Tres no caben en dos                                         | Three into Two Won't Go                                      | Peter Hall                                                                                  | Reino Unido                |
| Tiro de gracia                                               | Tiro de gracia                                               | Ricardo Becher                                                                              | Argentina                  |
| To See Or Not To See                                         | To See Or Not To See                                         | Břetislav Pojar                                                                             | Canadá                     |
| Saludos                                                      | Greetings                                                    | Brian De Palma                                                                              | EE. UU.                    |
| Su vida íntima                                               | A Touch of Love                                              | Waris Hussein                                                                               | Reino Unido                |
| Un lugar tranquilo en el campo                               | Un tranquillo posto di campagna                              | Elio Petri                                                                                  | Italia                     |

## Palmarés
Los siguientes premios fueron entregados por el jurado profesional:
- Oso de Oroː Rani radovi de Želimir Žilnik
- Oso de Plataː 
  - Un lugar tranquilo en el campo de Elio Petri
  - Saludos de Brian De Palma
  - Ich bin ein Elefant, Madame de Peter Zadek
  - Experiencia sexual en Suecia de Johan Bergenstråhle
  - Brasil Año 2000 de Walter Lima Jr.
- Premio a la juventud (Jugendfilmpreis):
- Mejor largometraje adecuado para jóvenes: Rani radovi de Želimir Žilnik
- Premio OCICː Cowboy de medianoche de John Schlesinger
- Premio C.I.D.A.L.C. Gandhi: La sala de estar con cama de Richard Lester
- Premio UNICRITː Erotissimo de Gérard Pirès